# Bergresidentie en afgelegen tempels van Chengde
De Bergresidentie en afgelegen tempels van Chengde is een groot complex van keizerlijke paleizen, tuinen en tempels gelegen in de stad Chengde in de provincie Hebei, in noordoost-China. In de residentie komen Chinese landschappen en architectuur tot uiting in tuinen, pagodes, tempels en paleizen.
Het zomerpaleis ligt op zo’n 180 kilometer ten noordoosten van Peking en is gebouwd tussen 1703 en 1792 tijdens de Qing-dynastie. Het beslaat een totale oppervlakte van 5,6 km² en is gelijk aan bijna de helft van het stedelijk gebied van Chengde. Het herbergt een grote verzameling van paleizen en administratieve en ceremoniële gebouwen die goed passen in een landschap van meren, velden en bossen. In het zuidoosten van het terrein, het dichtst bij het oude stadscentrum van Chengde, liggen de paleizen met een totale oppervlakte van 10 hectare. Ten noordoosten hiervan liggen de vijvers en parken ter grootte van 50 hectare en daarachter open velden, destijds bedoeld voor het houden van wedstrijden met paarden, van 60 hectare. Ten noordwesten van de paleizen ligt nog een groot bosgebied van meer dan 400 hectare.
Het paleis heeft een siheyuanstijl indeling en heeft ook een grote gelijkenis met de Verboden Stad in Peking. Het geheel bestaat uit twee delen. Na het passeren van de hoofdpoort, gelegen in het zuiden, komt eerst het publieke deel waar de keizer hoge functionarissen, edelen en buitenlandse gezanten ontving. Verder naar achteren lagen de privévertrekken zoals de woon- en slaapkamers van de keizerlijke familie.
De keizers Kangxi, Qianlong en Jiaqing verbleven hier vaak enkele maanden per jaar om te ontsnappen aan de zomerse hitte in Peking. Kangxi verbleef hier in totaal 12 zomers en Qianlong zelfs 52 zomers. Jiaqing en Xianfeng stierven beiden tijdens hun verblijf in Chengde in respectievelijk 1820 en 1861.
Om de residentie liggen acht tempels waarvan de Putuo Zongcheng een zeer bekende is. Deze werd gebouwd tussen 1767 en 1771 en het Potala in Lhasa, dat een eeuw ouder is, heeft als voorbeeld gediend. De tempels liggen ten noorden en ten oosten net buiten het paleisterrein.
De residentie en de omliggende tempels zijn een UNESCO Werelderfgoed sinds 1994. Na de val van het keizerrijk in 1911 zijn de paleizen en tuinen verwaarloosd, maar na de communistische machtsovername van 1949 zijn herstelwerkzaamheden en restauraties uitgevoerd.
Het gebied ligt op de grens van de warme en de koude gematigde zone. Het kent grote temperatuurverschillen tussen dag en nacht. In de winter is het koud al valt er weinig sneeuw. De zuidoost-moesson bereikt in de zomer de regio met veel neerslag tot gevolg. Er is eigenlijk geen hete periode. De beste tijd om deze plek te bezoeken is tussen april tot oktober.

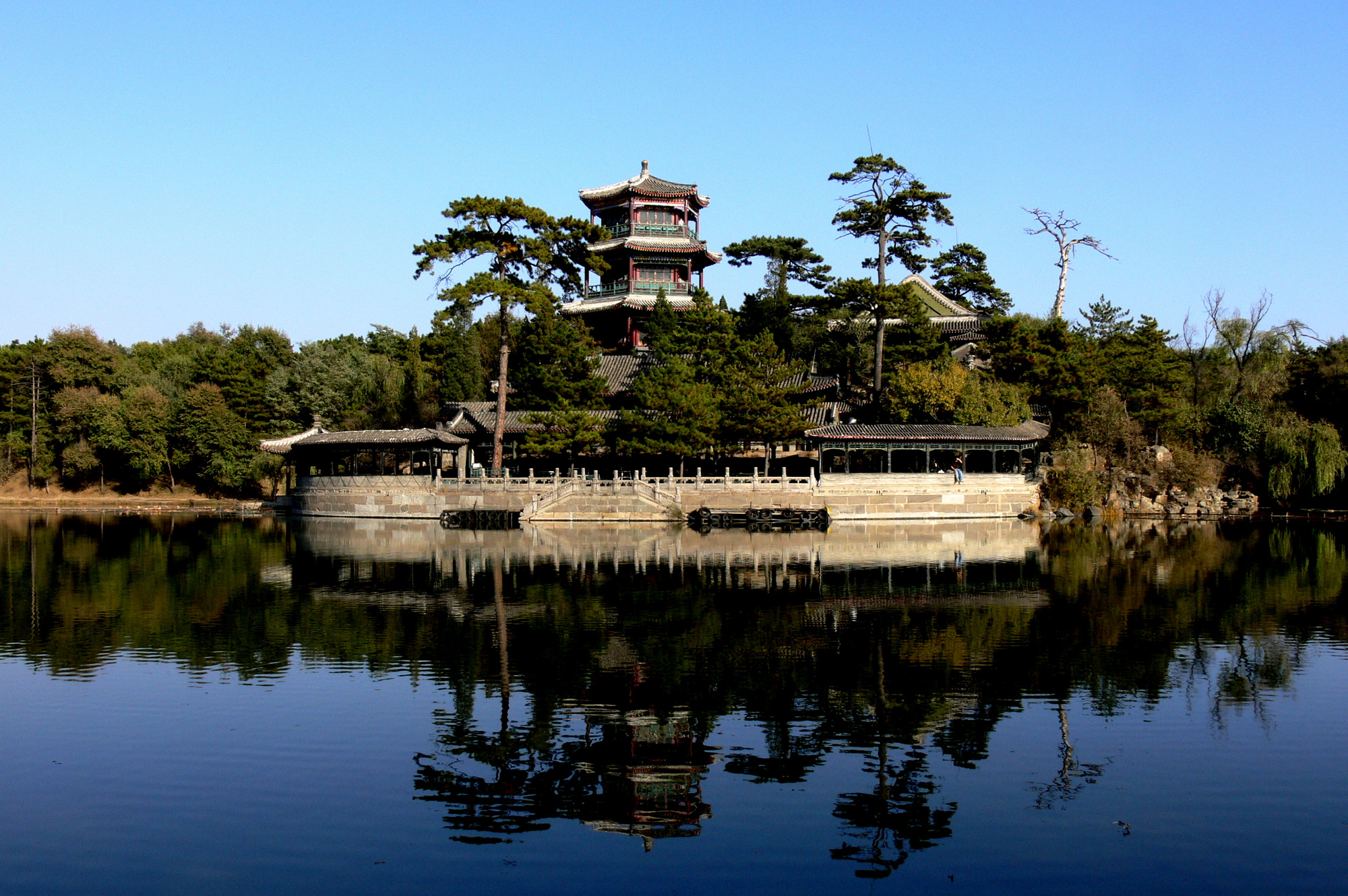
Tempel aan het water
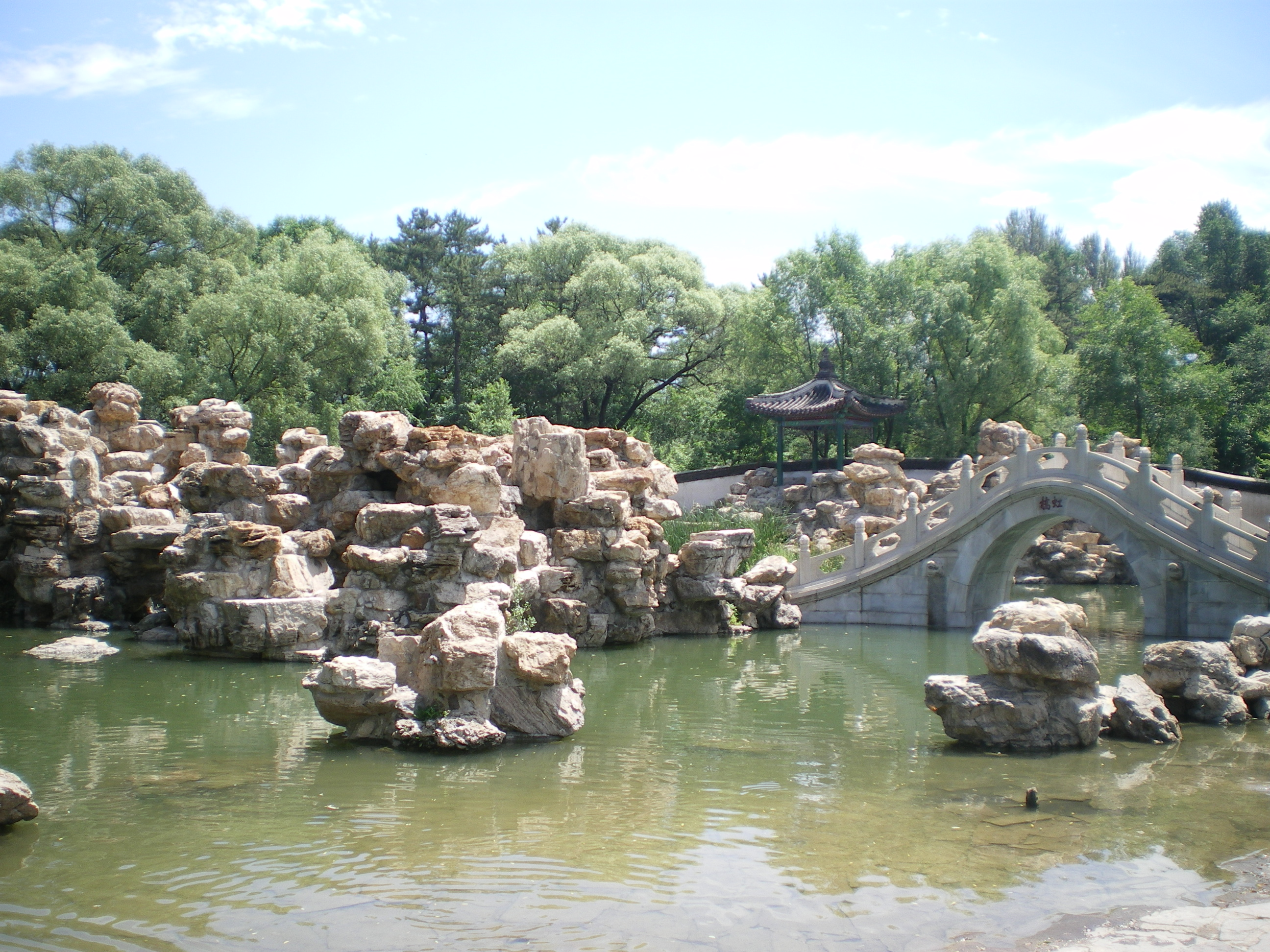
Fraai aangelegd meer met brug
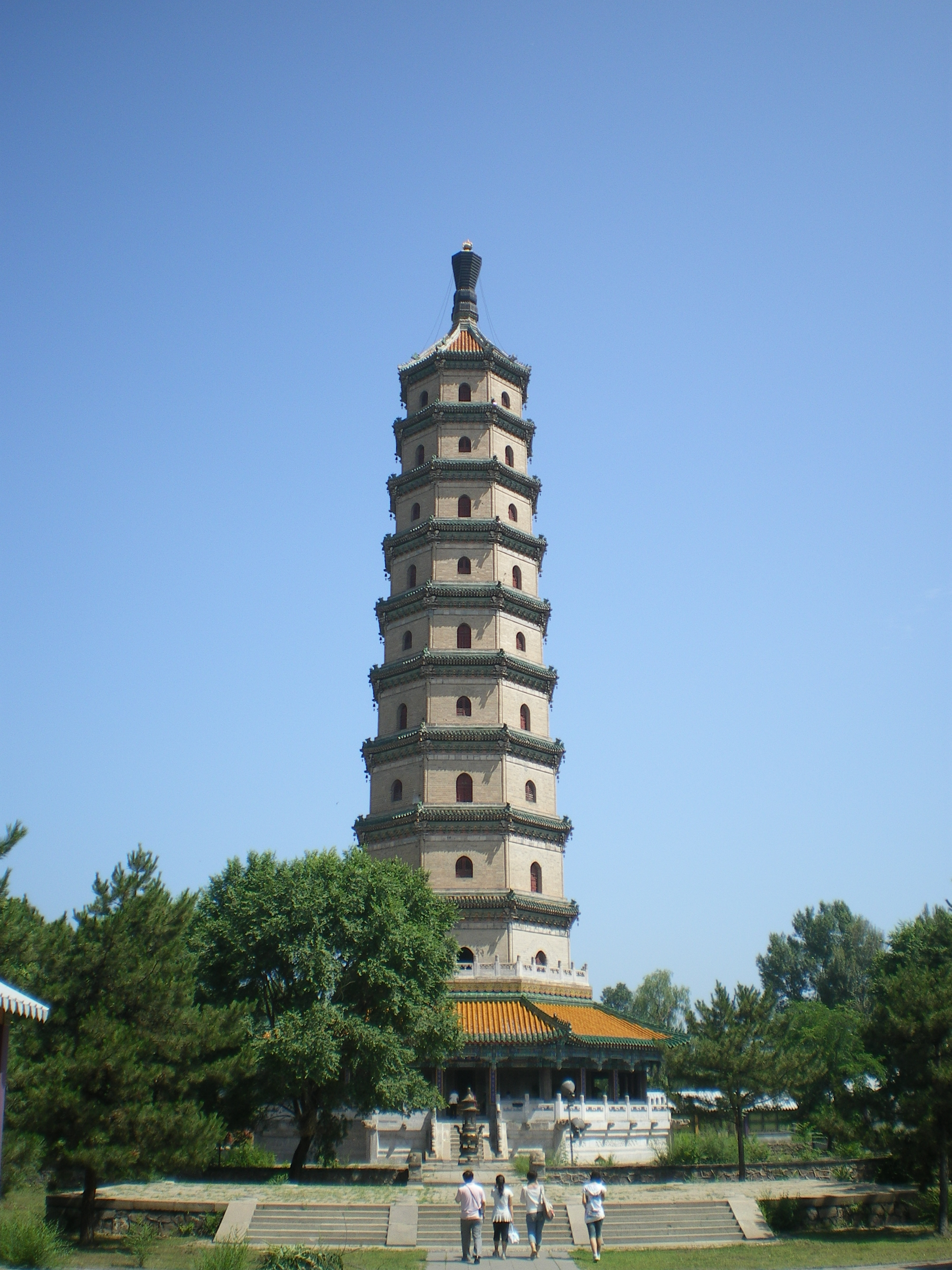
een 70 meter hoge pagoda
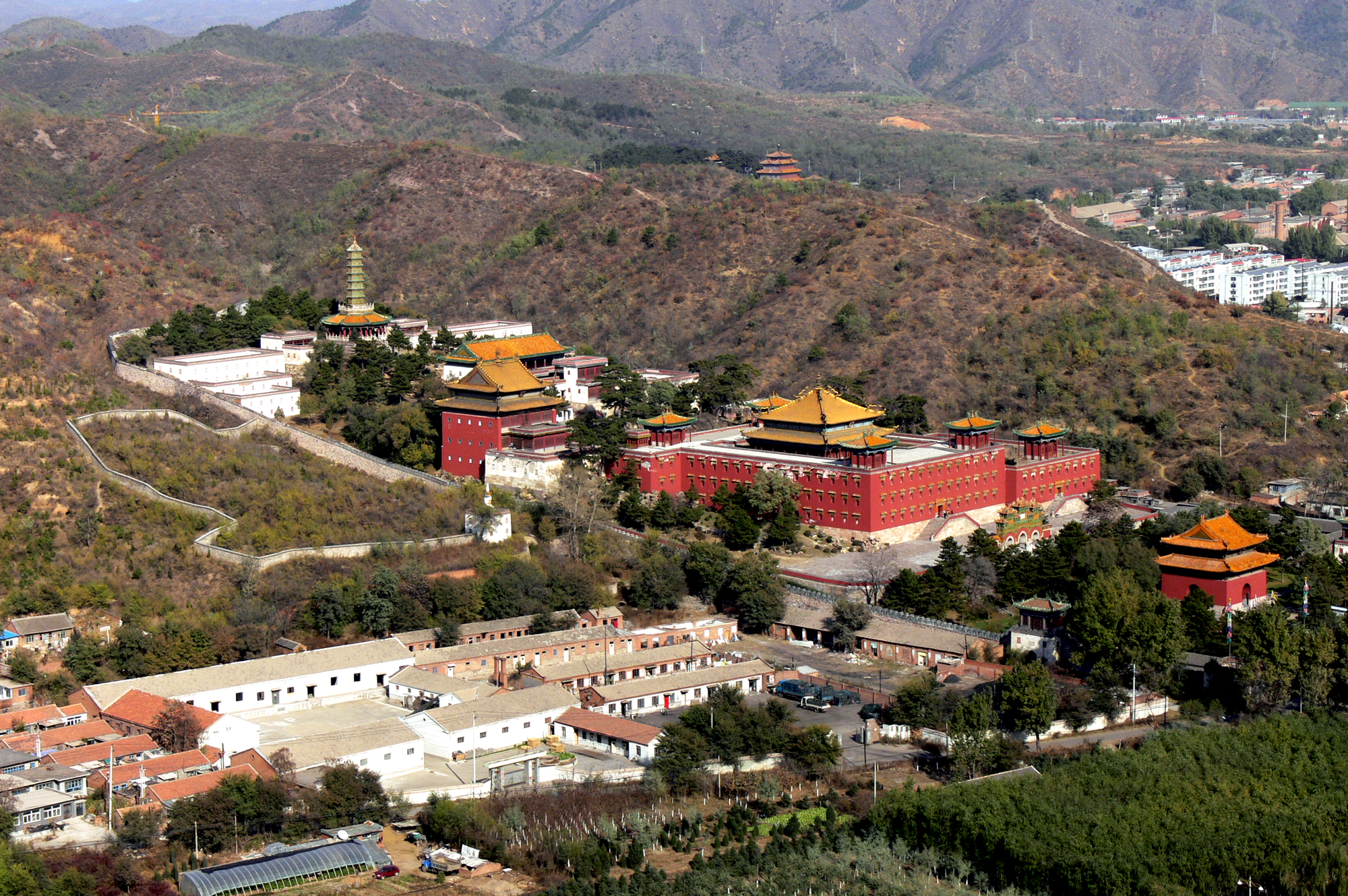
Diverse tempels buiten de residentie
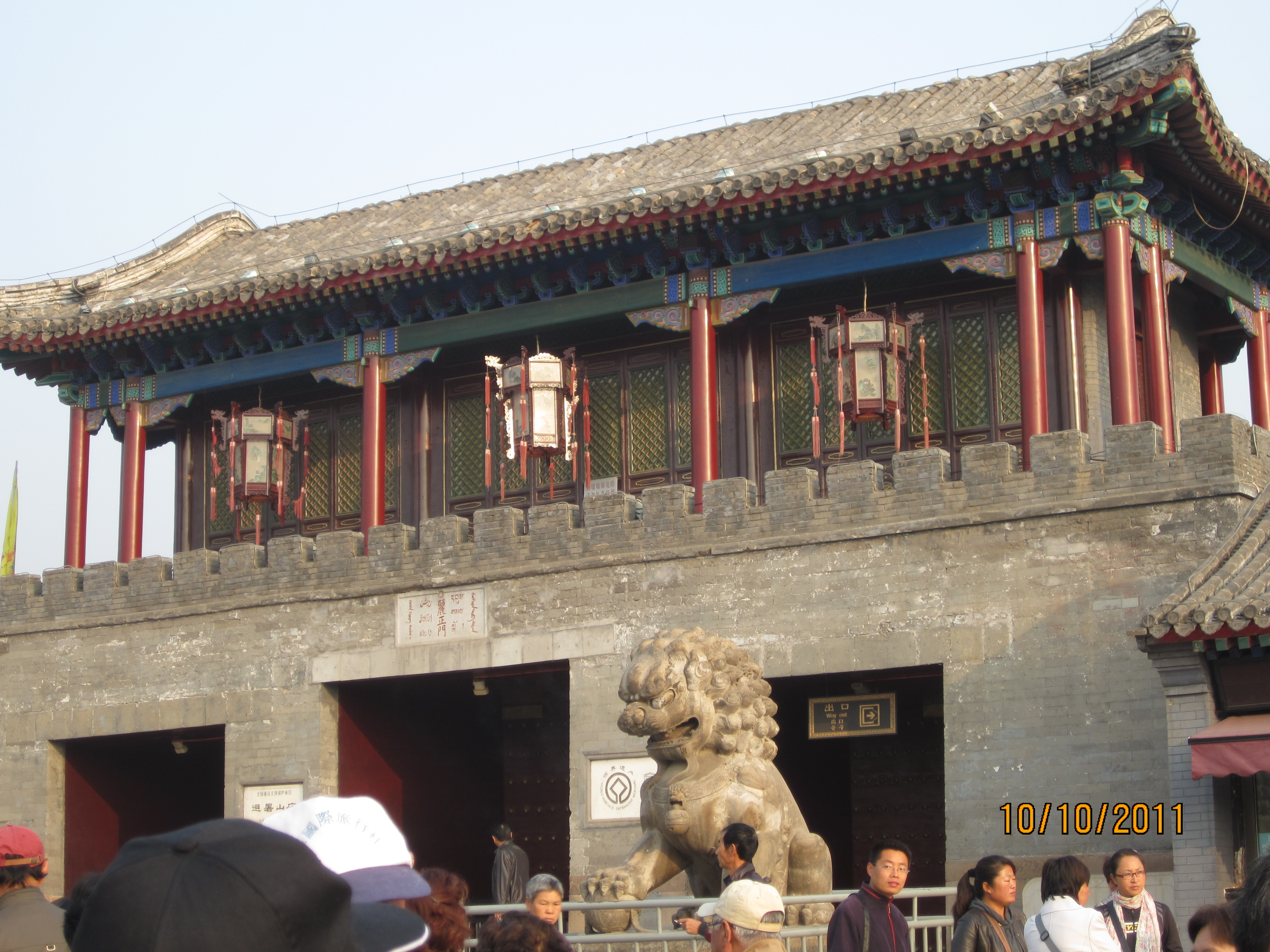
De Lizhengpoort voor de keizer

Chinese Muur · Heilige berg Taishan · Verboden Stad · Paleis van Mukden · Mogaogrotten · Mausoleum van de eerste Qin-keizer · Vindplaats van de Pekingmens in Zhoukoudian · Berglandschap van Huang Shan · Jiuzhaigou-vallei · Huanglong · Wulingyuan · Bergresidentie en afgelegen tempels van Chengde · Tempel en begraafplaats van Confucius en het huis van de familie Kong in Qufu · Oud gebouwencomplex in de Wudangbergen · Historisch ensemble van het Potala-paleis in Lhasa · Jokhangtempel · Norbulingkatempel · Nationaal park Lushan · Landschap rond de berg Emei, inbegrepen het gebied van de Grote Boeddha van Leshan · Oude stad Lijiang · Oude stad Pingyao · Suzhou · Zomerpaleis, een keizerlijke tuin in Peking · Tempel van de hemel, een keizerlijk offeraltaar in Peking · Rotssculpturen van Dazu · Wuyigebergte · Oude dorpen in zuidelijk Anhui - Xidi en Hongcun · Keizerlijke paleizen van de Ming- en Qing-dynastieën in Peking en Shenyang · Grotten van Longmen · Qingcheng en Dujiangyan-irrigatiesysteem · Grotten van Yungang · Beschermd gebied van drie parallelle rivieren in Yunnan · Hoofdsteden en graven van het oude koninkrijk Koguryo · Historisch centrum van Macau · Reservaten van de reuzenpanda in Sichuan · Yinxu · Diaolou en dorpen in Kaiping · Zuid-Chinese karstlandschap · Tulou in Fujian · Nationaal park Sanqingshan · Wutai Shan · Cultuurlandschap van het Westelijke Meer van Hangzhou · Tian Shan in Xinjiang · Cultuurlandschap van rijstterrassen van de Hani in Honghe · Het Grote Kanaal · Zijderoute: het wegennetwerk van de Chang'an-Tiensjancorridor · Sites van de Tusi · Cultuurlandschap met rotstekeningen van Zuojiang Huashan · Hubei Shennongjia · Qinghai Hoh Xil · Gulangyu: een historische internationale nederzetting · Fanjingshan · Archeologische ruïnes van de stad Liangzhu · Trekvogelreservaten langs de kust van de Gele Zee en de Golf van Bohai · Quanzhou